# Andrea di Antiochia
Beato Andrea di Antiochia (Antiochia, 1268 – Annecy, 27 marzo 1360) è stato un religioso normanno, canonico regolare del Santo Sepolcro e custode della Chiave, discendente di Boemondo III.

## Biografia

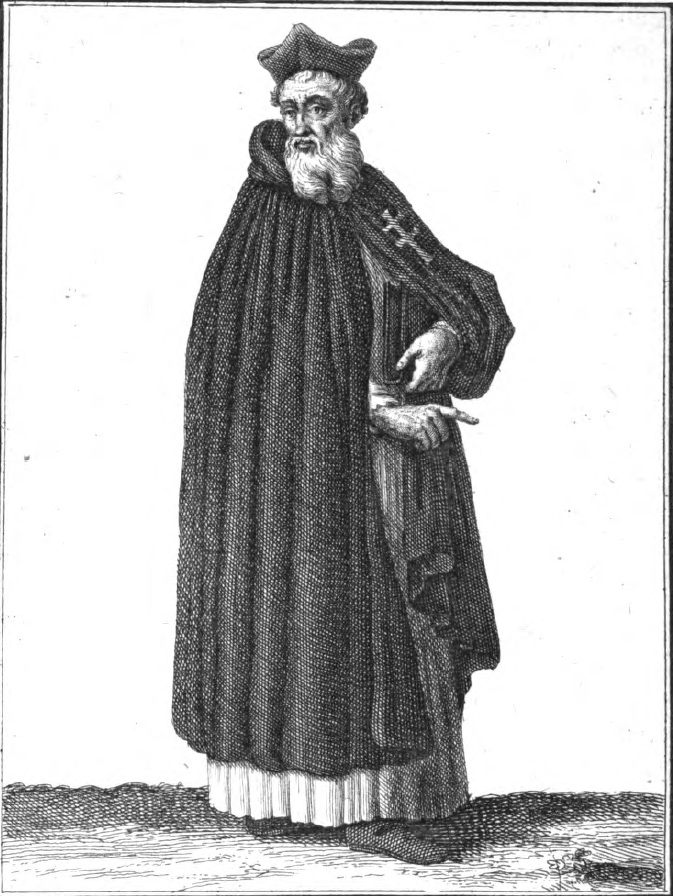
canonico regolare

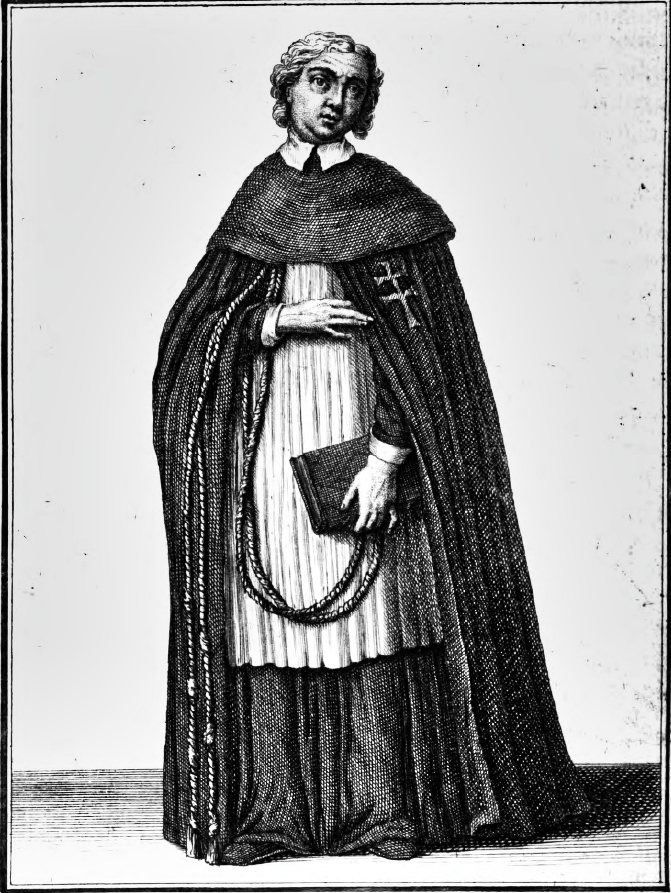
Beato Andrea di Antiochia

Il beato Andrea da Antiochia è nato verso la fine dell'anno 1268 ad Antiochia la città stato del Regno di Gerusalemme (Palestina) da una famiglia Normanna discendente dal matrimonio di Boemondo III (detto il balbuziente) con Sybilla, nello stesso anno in cui il sultano dei mammelucchi Baybars  conquista la città stato e scaccia definitivamente i cavalieri crociati dalla Siria che si rifugiarono a Cipro. Andrea resta però in Palestina trasferendosi a San Giovanni d'Acri (Akko) ove entra nella comunità dei Canonici Regolari del Santo Sepolcro che seguivano la regola degli Agostiniani ed erano addetti alla custodia della Basilica del Santo Sepolcro a Gerusalemme. I canonici indossavano la croce patriarcale latina (detta anche a doppia traversa), di colore scarlatto, cucita sul loro mantello che era di colore nero, mentre la tonaca era di colore bianco, con questi indumenti viene spesso rappresentato il beato Andrea . Dopo un breve tempo viene nominato "Custode" della chiave della tomba di NSJC dal Patriarca latino di Gerusalemme Nicola di Hanappes intorno all'anno 1289. Questo incarico era molto importante, sebbene onorifico perché le vere chiavi di ingresso alla Basilica del Santo Sepolcro erano già state affidate da Saladino, probabilmente a partire dal 1187, alla famiglia maomettana di Judah e Nussaibah. Dopo alcuni anni trascorsi nella città di Gerusalemme nel ruolo di "Custode della chiave",  Andrea viene inviato in una lunga missione in Europa per visitare le case degli Agostiniani in cui si erano rifugiati i Canonici Regolari fuggiti dalla Palestina, il viaggio parte dell'Italia (Sicilia), per arrivare in Polonia a Miechow ed infine nella Savoia francese ad Annecy. Il suo incarico era quello di raccogliere i fondi necessari al mantenimento dei pochi Canonici Regolari rimasti in Palestina e di farli arrivare direttamente nelle loro mani tramite i pochi Milites Sancti Sepulcri che compivano il pellegrinaggio in Terra Santa. Dal 1347 in poi Andrea vive stabilmente nella città di Annecy dove, divenuto molto anziano, riceve una ingente donazione in denaro a favore del locale priorato dei Canonici Regolari del Santo Sepolcro.
Andrea muore in tarda età ad Annecy il 27 marzo 1360, questo infatti è il giorno in cui una donna benestante della città devolve il ricavato della vendita di una casa di sua proprietà per la costruzione di una tomba atta a conservare il corpo di Andrea. Una volta edificata la tomba questa signora inizia per prima a venerarlo come Santo. San Francesco di Sales fu particolarmente devoto al beato Andrea, come appare negli scritti del suo processo di canonizzazione: "Francesco, infatti, invitava tutti quelli che chiedevano le sue preghiere a NSJC o quelli che avevano ricevuto una guarigione per sua intercessione a recarsi e rendere grazia al Signore sulla tomba del beato Andrea di Antiochia, nella locale chiesa dedicata al Santo Sepolcro". Come appare dal processo verbale di una visita pastorale del 31 maggio 1633, la tomba di Andrea era assai nota per i numerosi miracoli che si erano verificati innanzi ad essa. Al giorno d’oggi la chiesa dedicata al Santo Sepolcro di Annecy non esiste più perché venne distrutta durante la rivoluzione francese e così con essa si sono perdute le sante reliquie del beato Andrea che erano state alloggiate all’ingresso del coro. Nella città di Annecy, fino alla Rivoluzione francese, la festa del beato Andrea veniva celebrata dal popolo il 30 Novembre. In alcuni ritratti il beato Andrea viene raffigurato innanzi alla basilica crociata del Santo Sepolcro in Gerusalemme con in mano la chiave: .Beato Andrea innanzi al Santo Sepolcro

## Storia
Sotto l'influenza della riforma canonica in atto nell'Europa occidentale, nel 1114 il capitolo cattedrale della chiesa del Santo Sepolcro divenne l'Ordine di Canonici Regolari che si affiancano dal punto di vista spirituale ai Milites Sancti Sepulcri cioè ai Cavalieri del Santo Sepolcro costituiti da Goffredo da Buglione appena dopo aver riconquistato Gerusalemme come guardia della Basilica del Santo Sepolcro. Di rilevante importanza all'interno dei canonici era la funzione del "Custode della Chiave" che il beato Andrea di Antiochia riveste per tantissimi anni. Il ruolo della "custodia della chiave" verrà successivamente trasferito alla comunità dei frati francescani che prenderà il nome di Custodia di Terra Santa  e che proseguirà nei secoli a seguire la missione dei Canonici Regolari di Terra Santa. La comunità di canonici aveva posseduto numerosi beni ecclesiastici in Palestina e Siria, ed era organizzata con una rete di filiali, tutto questo ricco patrimonio e molta parte dei documenti storici andò perduto dopo la caduta di Acri nel 1291. Nel XII-XIII secolo l'Ordine si diffuse anche in Europa, dove istituì dei Priorati e fece costruire conventi, filiali e numerosi istituti ospedalieri; dal XIV sec. il priore generale risiedette a Perugia. I Priorati raccoglievano i fondi da inviare alla casa madre in Palestina. L'ordine possedette fino alla Riforma l'ospedale di Rolle, che dipendeva dal suo priorato di Annecy.

## Discendenza
Il Principato di Antiochia, è uno stato crociato costituito prima della riconquista di Gerusalemme. 

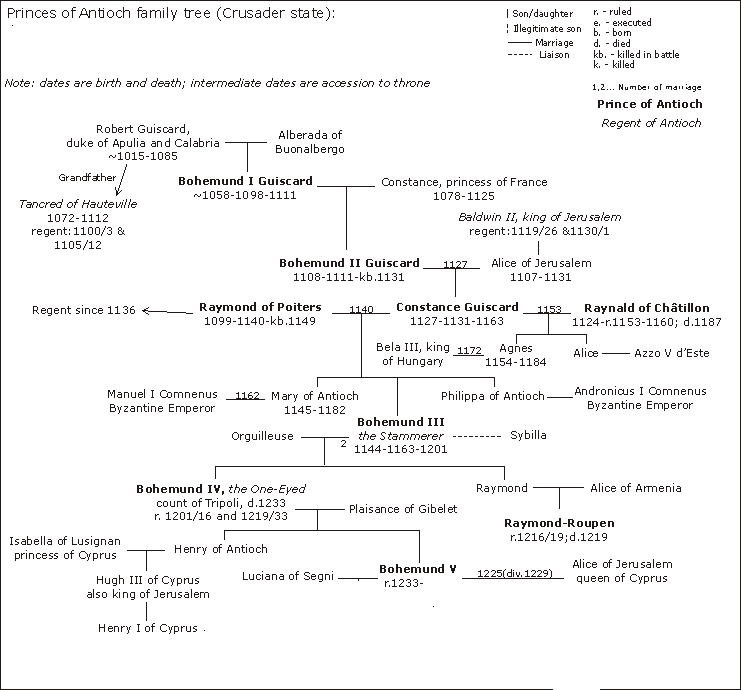
Discendenza del beato Andrea da Boemondo III

Nella figura in allegato si può vedere l'albero genealogico che porta ad Andrea da Boemondo III.
Il beato Andrea di Antiochia è parente del miles sancti sepulcri San Contardo d'Este per il tramite di Alice di Chatillon sposa di Azzo V d'Este

## Riconoscimenti
- Al momento risulta l'unico beato riconosciuto dalla chiesa cattolica come appartenente al soppresso Ordine dei Canonici Regolari del Santo Sepolcro.

## Note

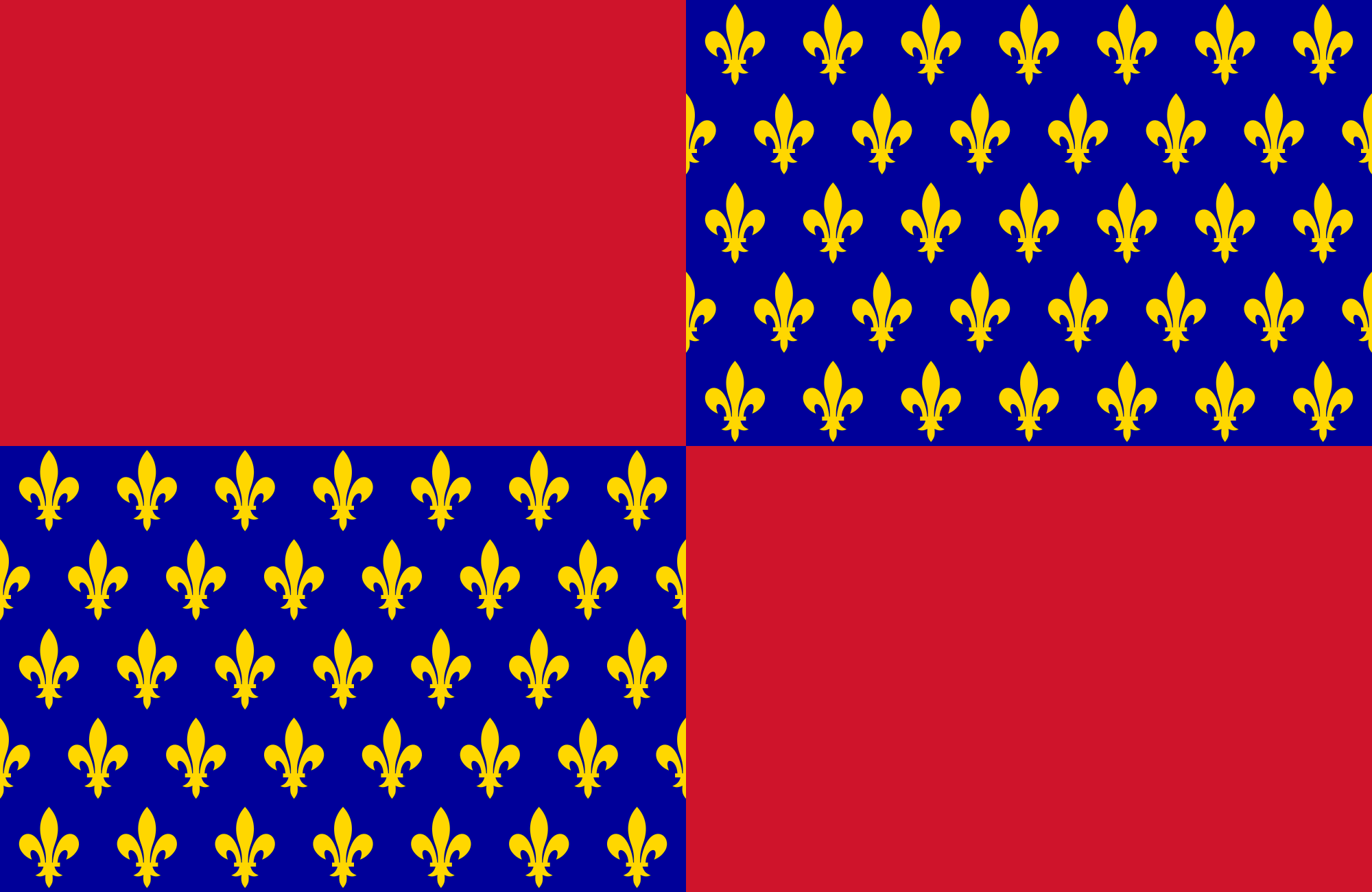
Stemma del Principato di Antiochia